# Markgrafneusiedl
Markgrafneusiedl är en ort och kommun  i Österrike. Den ligger i distriktet Gänserndorf i förbundslandet Niederösterreich,  21 km öster om huvudstaden Wien. 